# Барон Ґранвілл
Барон Ґранвілл — це титул, який двічі створювався в Перстві Англії. Перше створення відбулося 20 квітня 1661 року, коли Джон Ґранвілл, 1-й граф Бат, став бароном Ґранвіллом Кілкемптона та Біддефорда. Він став віконтом Ґранвіллом і графом Бата одночасно. Перегляньте останній заголовок, щоб дізнатися більше про це створення. Друге створення відбулося 13 березня 1703 року, коли шановний Джон Ґранвілл став бароном Ґранвіллом Потеріджським. Він був молодшим сином першого графа Бата. Титул втратив свою назву після його смерті в 1707 році.

## Барон Ґранвілл; Перше створення (1661)
- див. граф Бат

## Барон Ґранвілл; Друге створення (1703)
- Джон Ґранвілл, 1-й барон Ґранвілл (1665–1707)